# Conferência intercoreana de 2007
A conferência intercoreana de 2007 ocorreu em 2 de outubro e 4 de outubro de 2007, em Pyongyang, entre o Presidente Roh Moo-hyun da República da Coreia e Kim Jong-il da República popular Democrática da Coreia (RPDC). É a segunda cimeira Inter-coreana seguintes a Cimeira inter-coreana de 2000. Ele também é chamado de 10.4 cimeira Inter-coreana. Como resultado das negociações, os dois lados anunciaram uma declaração para o desenvolvimento da relação inter-coreana, a paz e a prosperidade.

## Visão geral
O segundo encontro foi realizado nos dias 2 a 4 de outubro de 2007, também em Pyongyang, entre Kim Jong-il, na época "Presidente da Coreia do Norte"/Líder Supremo da Coreia do Norte, e Roh Moo-hyun, na época Presidente da Coreia do Sul. Este encontro ocorreu na luz da recente parcialmente bem-sucedida detonação de um dispositivo nuclear pela Coreia do Norte, o desenvolvimento de que violou uma série de garantias dadas em troca de ajuda, que a Coreia do Norte deixaria de armas nucleares de desenvolvimento. Esta cimeira, provavelmente, ocorreu devido à concertada pressão política e econômica a partir de um número de estados mais importantes (tais como Estados Unidos, Coreia do Sul e Japão) e, em especial, da China, que é o mais próximo estado a Coreia do Norte tem como um aliado, e que fornece a Coreia do Norte com o óleo e o abastecimento de alimentos que mantém o país totalmente em colapso.

## Detalhes
Em 8 de agosto de 2007, a República da Coreia (Coreia do Sul) e a República popular Democrática da coreia (Coreia do Norte), anunciou que a segunda cimeira Inter-coreana iria ser realizada a partir de 28 de agosto a 30 de agosto de 2007.
No entanto, em 18 de agosto de 2007, a Coreia do Norte adiado a fala devido a uma inundação. A Coreia do sul propôs para manter Cimeira de conversações entre 2 de outubro e 4 de outubro de 2007.
Em outubro 2, 2007 às 9:05, Presidente Sul-coreano Roh Moo-hyun atravessou o coreano Zona Desmilitarizada em viajar para Pyongyang, para conversações com Kim Jong-il. Ao contrário, na primeira Cúpula, o Presidente Noh alcançou o topo e a localização através de vias terrestres - Kaesung e Pyongyang via Expressa. Durante a visita, houve uma série de reuniões e debates entre os líderes.
A 15 de junho de Norte–Sul, Declaração Conjunta que os dois líderes assinaram durante o primeiro Sul-Norte da cúpula afirmou que iria manter a segunda cimeira em um momento apropriado. Ele foi originalmente pensado em 2000 que a segunda cúpula será realizada na Coreia do Sul, mas que não se mostrou ser o caso em 2007.
Nas reuniões e negociações, os dois lados reafirmaram o espírito do 15 de junho de Norte–Sul, Declaração Conjunta e tinha discussões sobre vários assuntos relacionados a perceber o avanço da Norte-Sul, as relações, a paz na Península coreana, a prosperidade comum do povo coreano e a unificação da Coreia. Em 4 de outubro de 2007, o Presidente Sul-coreano Roh Moo-hyun e o líder Norte-coreano Kim Jong-il assinaram a declaração de paz. O documento, chamado de internacional de palestras para substituir o armistício que encerrou a Guerra da coreia com um permanente tratado de paz.

### Presentes
- Kim Jong-il deu sua presidencial de hóspedes Roh Moo-hyun quatro toneladas de valorizada songi (matsutake cogumelos) no valor de até us $2.6 milhões de USD na cimeira. Um quilograma de estes cogumelos, o que é um coreano delicadeza, pode vender para o máximo de 600.000 de won (US $656) na Sul-coreano lojas. Kim Jong-il tinha 500 caixas de cogumelos transportados para a fronteira para o Presidente Roh para tomar de volta após três dias da cúpula. Esta foi semelhante à primeira cúpula, quando Kim Jong-il deu a Coreia do Sul, o presidente Kim Dae-jung três toneladas do mesmo cogumelos.

- Roh Moo-hyun tinha dado a Kim Jong-il em uma coleção de Sul-coreano filmes e dramas de televisão, que incluiu o seu favorito atriz Elizabeth Taylor, normalmente proibidas no Norte, assim como uma pintura, uma tela dobrável e uma multa de chá.[6]

### Incerto Sul-coreano transcript
Uma transcrição da cúpula fala não foi colocado no Sul-coreana nacional de arquivos, o que levou à posterior disputas sobre como exatamente foi dito em discussões. Em junho de 2013, para resolver uma disputa, o Serviço Nacional de Inteligência , declarou o seu exemplar da última transcrição, registrou que o Presidente Roh disse "eu concordo com o [líder Kim Jong-il] que o Limite Norte da Linha deve ser alterada."

## Comunicados de imprensa
- Duas Coreias para manter cimeira (CNN, Agosto 7, 2007)
- Nova esperança do inter-coreano détente (UPI, Agosto 10, 2007)
- Cimeira Inter-coreana (chinaview, Agosto 8, 2007)
- O coreano cimeira adiada por inundações (CNN, 18 de Agosto de 2007)